# Port lotniczy Dżimma
Port lotniczy Dżimma (IATA: JIM, ICAO: HAJM) – port lotniczy położony w Dżimma, w stanie Oromia, w Etiopii.

## Kierunki lotów i linie lotnicze
| Linia Lotnicza     | Kierunek                    |
| ------------------ | --------------------------- |
| Ethiopian Airlines | 1. Addis Abeba 2. Dembidolo |